# Pierre de Goux
Ne doit pas être confondu avec Pierre Goux.
Pierre de Goux, (Pieter van Goux en néerlandais) né à Chalon en 1408 et décédé à Gand le 4 avril 1471) était un important administrateur bourguignon sous Philippe le Bon et Charles le Téméraire . De 1465 jusqu'à sa mort, il fut chancelier de Flandre et de Bourgogne .

## Biographie
Pierre De Goux est né à Chalon en 1408, d'une famille roturière originaire de Poligny dans le comté de Bourgogne. Ses parents sont Jean de Goux et Guye de Rye, des marchands comtois récemment installés à Chalon. Après l'obtention d'une licence en droit civil et d'un baccalauréat en droit canonique à l'université de Dole, il se lance dans une brillante carrière juridique dans sa ville natale. Cela lui vaudra de nombreux ennemis
Il commence sa carrière dans l’administration bourguignonne comme bailli de Chaussin et Laperrière et se marie en 1434 avec Mathilde de Rye en 1434, avec laquelle il eut six enfants. L'année suivante il devient procureur-fiscal à Chalon et à partir de 1442 trésorier. Outre des compétences juridiques et fiscales, il a également fait preuve d'un don pour la diplomatie. En 1437, il est ambassadeur de la Bourgogne au concile de Bâle. En 1439, il est nommé Maître de requêtes au parlement de Dole et en 1448 à celui de Beaune.
Il est anobli par Philippe le Bon sur le champ de bataille de Gavre après la victoire sur les milices rebelles gantoises en 1453 et fait chevalier. L'année suivante Philippe de Bourgogne place de Goux dans le conseil de régence dont il conseille son fils Charles. À partir de 1458, Goux devient chambellan ducal et à partir de 1462, il siège au comité du domaine et des finances. De plus, il devint bailli de Dole en 1461 et de Chalon en 1464. L'année suivante, on lui propose la capitainerie de la ville de Ninove.
En 1465, Pierre de Goux atteint le sommet de sa carrière, devenant chancelier de Philippe le Bon. Après la mort de Nicolas Rolin, le duc avait attendu plusieurs années pour occuper la chancellerie, mais maintenant Goux a gagné en confiance. Il contribua grandement à ce que Charles le Téméraire succède à son père Philippe le Bon. Il réussit à persuader les États de Hollande et de Zélande de le reconnaître en 1463, contribua à la réconciliation entre père et fils et, en 1467, persuada les États de Brabant de reconnaître Jean de Nevers. Il participe ensuite à la négociation de la charte d'investiture de Charles à Louvain. Il n'est donc pas surprenant qu'il ait conservé son poste après l'entrée en fonction de Charles en 1467. Il meurt en 1471 à Gand.
Olivier de la Marche dira de lui qu'il fut un homme de conseil le plus adroit de son temps.

## Terres et seigneuries
Au début de sa vie, il possédé les seigneuries de Goux, de Neublans et de Fretterans (1451), ainsi qu'à Varennes et La Vicheresse .
Dans le comté de Flandre, il acquiert en 1458 un conglomérat de seigneuries avec le nom de Wedergrate : Appelterre-Eichem, Neigem, Denderwindeke, plus tard également Meerbeke et Pollare. Ses relations ont également été utiles pour améliorer la propriété foncière acquise.
Dans son testament, il lègue ses domaines bourguignons à son fils Jean de Goux, tandis que Guillaume reçoit les possessions aux Pays-Bas.